# مكشوف (مسلسل)
مكشوف (بالكورية: 트리거) هو مسلسل كوري جنوبي، من بطولة كيم هي-سو، جونغ سونغ-إيل، جو جونغ-هيوك. تم اصدار حلقتين كل يوم الاربعاء على ديزني+ من 15 يناير الى 19 فبراير  2025.

## القصة
تدور القصة حول فريق من الصحفيين الاستقصائيين الذين صنعوا لأنفسهم اسمًا من خلال الكشف عن بعض أسوأ جرائم المجتمع، يتورطون في قضيتهم الأخيرة - وهي قضية عمرها 20 عامًا تتعلق بممثل مشهور اختفى دون أن يترك أثرا.

## طاقم
- كيم هي-سو - أوه سو ريونغ: قائدة فريق متحمسة لبرنامج "تيجر" الذي يلاحق بشراسة القضايا والحوادث التي لا تستطيع حتى النيابة العامة والشرطة حلها.[4]
- جيونغ سيونغ-إيل - هان دو: منتج مبتدئ ليس لديه أي مهارات اجتماعية.[4]
- جو جونغ-هيوك - كانغ كي هو: منتج.[4]

## الانتاج
المسلسل من كتابة كيم جي-راينغ واخرجه يون سيون-دونغ، اعماله العداد الخارق (2020)، سيئ ومجنون (2021)، من انتاج ديزني+ وتتولى مسؤولية انتاجه وكالة المواهب والانتاج التلفزيوني كيي إيست، التي يملكها الممثل باي يونغ جن.

### تصوير
بدأ التصوير الرئيسي في يناير 2024.

### الإصدار
سيتم اصداره على ديزني + يوم الأربعاء في 15 يناير 2025، بمجموع 12 حلقة، حلقتان كل يوم الاربعاء.

## روابط خارجية
- مكشوف على موقع IMDb (الإنجليزية)
- مكشوف على موقع فيلمافينيتي (الإسبانية)
- مكشوف على موقع قاعدة بيانات الفيلم (الإنجليزية)
- مكشوف على هانسينما